# Rynkeblad
Rynkeblad (Viburnum rhytidophyllum) er en stedsegrøn busk med stift oprette hovedgrene og udspærrede, senere overhængende sidegrene. Rynkeblad har kønne (men giftige) røde og sorte bær. Hårlaget på bladenes undersider støver meget, når man færdes nær busken, og det generer luftvejene.

## Beskrivelse
Barken er først dunhåret, beigefarvet og ru. Senere bliver den meget lig hyldebark. Gamle grene får opsprækkende, grå bark. Knopperne er modsatte, tiltrykte, små og ægformede til krumme med beigefarvede hår. Bladene er læderagtige og aflangt ægformede med hel rand. Oversiden er skinnende mørkegrøn og stærkt rynket. Undersiden er grågul af den tætte behåring. 
Blomsterknopper ses allerede fra efteråret ved skudspidserne. Blomsterne er samlet i endestillede, flade halvskærme. De er flødehvide og ret små. Frugterne er bær, som skifter farve fra lakrød til sort.
Rodnettet består af kraftige, tæt forgrenede hoved- og siderødder, som når langt ud og dybt ned. 
Højde x bredde og årlig tilvækst: 3 × 2 m (30 × 20 cm/år).

## Hjemsted
Rynkeblad stammer fra Mellem- og Vestkina, hvor den gror som underskov eller krat sammen med bl.a. elefantgræs, etagekornel, glasbær, ildtorn, kinapære, pernys kristtorn, pilebladet dværgmispel, ranunkelbusk, skæbnetræ, skællet ene og tempeltræ.
| Portal | Portal:Botanik |